# Les Insomniaques
Pour plus de détails, voir Fiche technique et Distribution.
Les Insomniaques est un film français réalisé par Jean-Pierre Mocky en 2010 et sorti en salles en 2011.

## Synopsis
Albert et Boris, insomniaques, se rencontrent une nuit à Paris. Ils forment avec d'autres insomniaques une société secrète qui se voue à redresser certains torts : responsable ayant spolié des handicapés, député corrompu, ecclésiastique pédophile. Martial, inspecteur de police, vient à enquêter sur leurs activités. 

## Fiche technique
- Réalisateur : Jean-Pierre Mocky
- Scénario : Jean-Pierre Mocky, d'après une nouvelle de John Lutz
- 1er assistant réalisateur : Antoine Delelis
- Directeur de la photographie : Jean-Paul Sergent
- Son : Francis Bonfanti
- Musique : Vladimir Cosma
- Production : Mocky Delicious products
- Co-produit grâce au site participatif "Touscoprod"[1]
- Date de sortie :
  - France : 30 mars 2011
- Genre : thriller

## Distribution
- Mathieu Demy : Martial
- Bruno Putzulu : Albert
- Rufus : le commissaire
- Patricia Barzyk : Viviane
- Jean-Pierre Mocky : Boris
- Jean Abeillé : Gantelet
- Jean-Marie Blanche : le député Cambrais
- Michel Francini : Monseigneur Snoque
- Jean-Pierre Clami : le juge Pompet
- Christian Chauvaud : Ravier
- Alain Schlosberg : le président d'association de personnes handicapées
- Fabrice Colson : le patient du psychiatre
- Jean-Philippe Bonnet : Raoul
- Noël Simsolo : Paul
- Claire Nader : la ministre
- Liza Maria Winterhalter : Eliane
- Coralie Audret : Flora
- Antoine Delelis : Xavier
- Laurent Biras : Yves
- Danielle Manguin : la veuve
- Sylvie Martinez : l'assistante de Boris
- Aurélie Colmiche : la jeune fille violée
- Freddy Bournane : Couturier
- Sophie Medina : la métisse
- Hervé Pauchon : Carlin
- Eric Cornet : le SDF dans la poubelle
- Roger Knobelspiess : SDF 1, l'orateur funéraire
- Alexis Wawerka : SDF 2
- Michel Sailly : SDF 3
- Denise Parizet : Emma
- Michel Stobac : l'homme au chien
- Danielle Avoiof : la veuve
- Vladimir Perrin : Gigolo
- Lilya Kharchenko : la secrétaire des handicapés